# Экиса, Борха
Борха Экиса Имас (исп. Borja Ekiza Imaz; род. 6 марта 1988, Памплона), выступающий также под именем Борха (исп. Borja) — испанский футболист, защитник.

## Биография
Его футбольная карьера началась в молодежной системе «Атлетик Бильбао», когда ему было всего 14 лет. Свои первые 2 сезона он провел в Терсере в составе «Басконии», третьей команды клуба.
Далее Экиса выступал в роли игрока в Сегунде В во второй команде клуба, изредка привлекаясь к основному составу на протяжении двух лет. 8 января 2011 года после получения серии травм игроками первой команды его продвинули в основной состав, в котором он дебютировал в Ла лиге в матче с «Малагой», завершившемся вничью. Вместе с командой дошёл до финала Лиги Европы : 2011/12. В 2014 году перешёл в «Эйбар».
В середине сентября 2016 года стал игроком клуба «Звезда» (Кропивницкий). В украинской команде длительное время не мог закрепиться в основном составе и уже в мае 2017 года покинул клуб.
В июне 2017 года подписал двухлетний контракт с кипрской «Омонией» из Никосии. В сезоне 2022/23 играл в дивизионе Примера Аутономика Наварра за «Сан-Мигель».

## Достижения
Атлетик Бильбао
- Финалист Лиги Европы : 2011/12
- Финалист Кубка Испании : 2011/12